# St. Gertrud (Lohne)

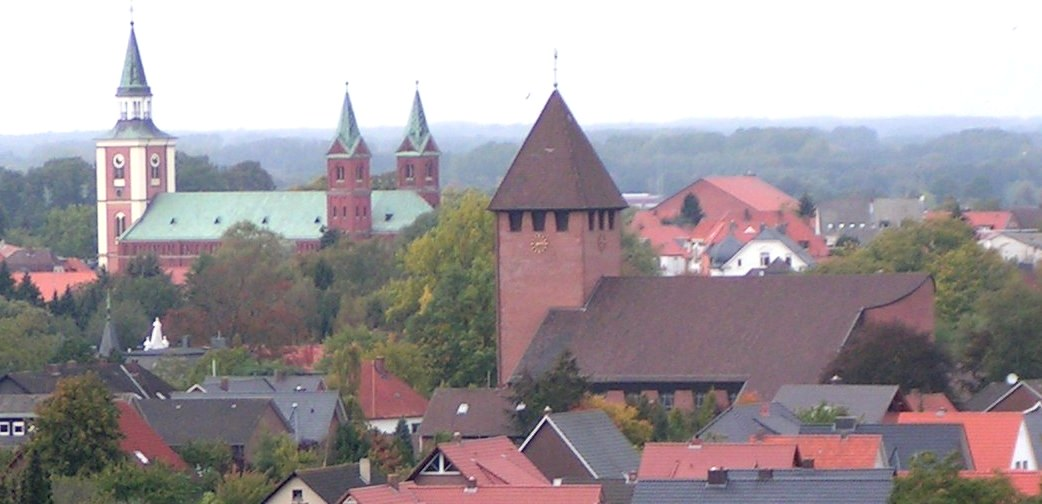
Katholische Kirchen St. Gertrud (links) und St. Josef (rechts), vom Lohner Aussichtsturm aus betrachtet

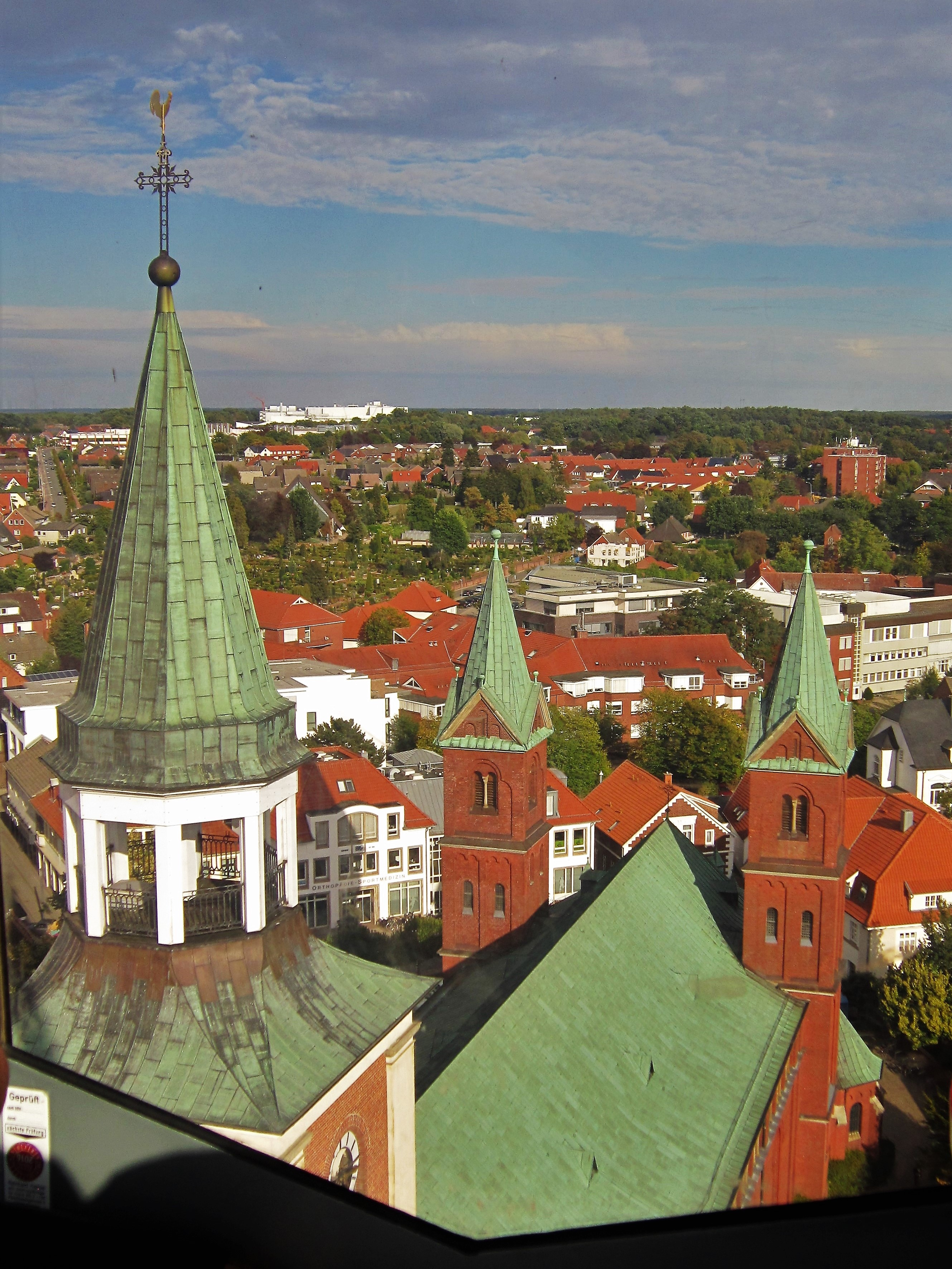
Blick über St. Gertrud nach Osten

St. Gertrud ist die unter dem Patrozinium der Heiligen Gertrud stehende römisch-katholische Pfarrkirche der niedersächsischen Stadt Lohne im Oldenburger Münsterland. Die gleichnamige Pfarrgemeinde ist dieser Kirche zugeordnet. Die Kirche bietet 1000 Gläubigen Platz.

## Geschichte
Die erste urkundliche Bezeugung der Kirche St. Gertrud in Lohne erfolgte 1221. Damit gehört sie neben St. Viktor in Damme zu den ältesten Kirchengründungen im Gau Dersaburg. Die Gründung der Lohner Kirche kann jedoch bereits um das frühe 9. Jahrhundert datiert werden. Nachdem Kaiser Karl der Große (* wahrscheinlich 2. April 747 oder 748; † 28. Januar 814 in Aachen) ab 780 n. Chr. neun Missionssprengel zur Christianisierung der unterworfenen Sachsen errichtet hatte, wurden von der Missionszelle Visbek aus durch Abt Gerbert Castus – den Apostel des Oldenburger Münsterlandes – die ersten Kirchengemeinden in der Umgebung gegründet. Auch Lohne im nördlichen Dersagau dürfte eine Visbeker Gründung sein. Der Pfarrsprengel wurde Mitte des 14. Jahrhunderts durch die Abtrennung von Dinklage und in neuerer Zeit 1962 durch die Gründung der Lohner Pfarrei St. Josef verkleinert. Bis 2009 gehörten zum Pfarrbezirk St. Gertrud der nördliche Teil der Stadt Lohne, die Bauerschaften Brägel, Wichel, Nordlohne (mit Krimpenfort) Schellohne, Bokern, Märschendorf (Lohner Anteil), Lohnerwiesen, Moorkamp und Rießel sowie die 1955 gebildete Kapellengemeinde Brockdorf. Am 28. November 2010 wurden die Pfarrgemeinden St. Gertrud und St. Josef in der Kernstadt Lohnes sowie die Gemeinde Herz Jesu in Kroge-Ehrendorf und St. Maria Goretti in Brockdorf fusioniert. Die neue Pfarrgemeinde in Lohne zählt seit der Fusion 17.341 Katholiken und ist damit die größte im Oldenburger Land.

## Bauwerk

### Die alte Feldsteinkirche
Die örtliche, urkundlich nicht belegte Überlieferung berichtet, dass das erste Lohner Gotteshaus um 800 n. Chr. errichtet wurde. Es kann als Mutterkirche des nördlichen Dersagaus angesehen werden und dürfte ein bescheidener Holzbau von geringen Ausmaßen gewesen sein. Nach H. Dühne (Kirchen im Dersagau, 1883, S. 23 ff.) wurde wahrscheinlich im 11. Jahrhundert an derselben Stelle eine neue Kirche aus großen, gut behauenen Kieseln und Feldsteinen errichtet. An einen Turm auf quadratischem Grundriss mit über 2 m starken Mauern schloss sich ein ca. 10 m langer und 7 m breiter Kirchenraum an, den ursprünglich eine schlichte Holzdecke überspannte. Aufgrund nicht mehr zu datierender Brandschäden wurden anstelle der Holzdecke zwei ca. 5 m hohe Gewölbe eingelassen. Gleichzeitig kam als neuer Chorraum ein etwa 7 m langes und 6 m breites Gewölbe mit 6 hohen Gurtbögen hinzu, deren Pfeiler aus rohen Bruchsteinen aus der Gegend von Engter errichtet wurden. Nach Nieberding hat die letzte Vergrößerung der Feldsteinkirche 1609 wahrscheinlich auf Kosten der adligen Familie von Dorgeloh auf Gut Brettberg in Südlohne stattgefunden. Das Familienwappen der Dorgelohs mit den schwarzen Baumstümpfen fand man beim Abriss der Kirche 1815 im Schlussstein am Gewölbe. Außerdem waren Epitaphien dieser Familie mit der Jahreszahl 1609 an der Wand des Anbaus hinter dem Chorstuhl angebracht. Die Kirche erhielt nun ein viertes Gewölbe von 7 m Länge und 6 m Breite. Es bildete den Chor mit einem Kreuzgewölbe aus Backsteinen und Sandsteinrippen, so dass die Kirche jetzt ohne Turm 26 m lang und 9 m breit war. Die Mauern waren auf Grund ihrer unterschiedlichen Entstehungszeit gut ein bis zwei Meter dick. Die Seitenmauern der Kirche hatten eine Höhe von 6 m, während die über 2 m starken Turmmauern eine Höhe von 18 m erreichten. Darüber erhob sich ein pyramidenförmiges Dach aus Holzziegeln bis zu einer Gesamthöhe von ca. 31 m. Die Kirche verfügte seit 1609 über eine Turmuhr und eine Orgel aus dem früheren Nonnenkloster in Vechta. Zur Orgelbühne kam noch zusätzlich eine sogenannte Prichel, d. h. eine Holzbühne an den Seitenwänden nach Art einer Empore, zu der eine Treppe hinaufführte. Auf der Vorderseite der Prichel fand sich neben der Darstellung der zwölf Apostel das Glaubensbekenntnis in plattdeutscher Sprache. An der Brustlehne der Orgelbühne stand folgendes Gebet: „O Ewige Almechtige, gnädige Godt, Uns to holden Dein Gebot, Und na dinen Gottliken Sinn, Unseren negsten alletit behülplich sien, Und staen bi dem Apostolischen Grunde, so geschrewen ut Göttliken Munde, Und endlich salich Sterben, Das Ewige Leben Erben“. Der Hochaltar trug die Jahreszahl 1660. Beim Abbruch der Kirche 1815 waren die Wände im Inneren einfach weiß getüncht. Sie waren früher zeitweilig mit Malereien geschmückt gewesen. So kam unter der weiß getünchten Decke am Gewölbe ein Bildnis zum Vorschein, das eine am Butterfass stehende Frau darstellte, die vom Teufel versucht wurde. An diese alte Feldsteinkirche erinnern nur noch wenige Relikte, wie eine Maria Magdalena darstellende Holzstatue, die ehemals Teil des barocken Hochaltars war.

### Die neue Kirche von 1815–1818

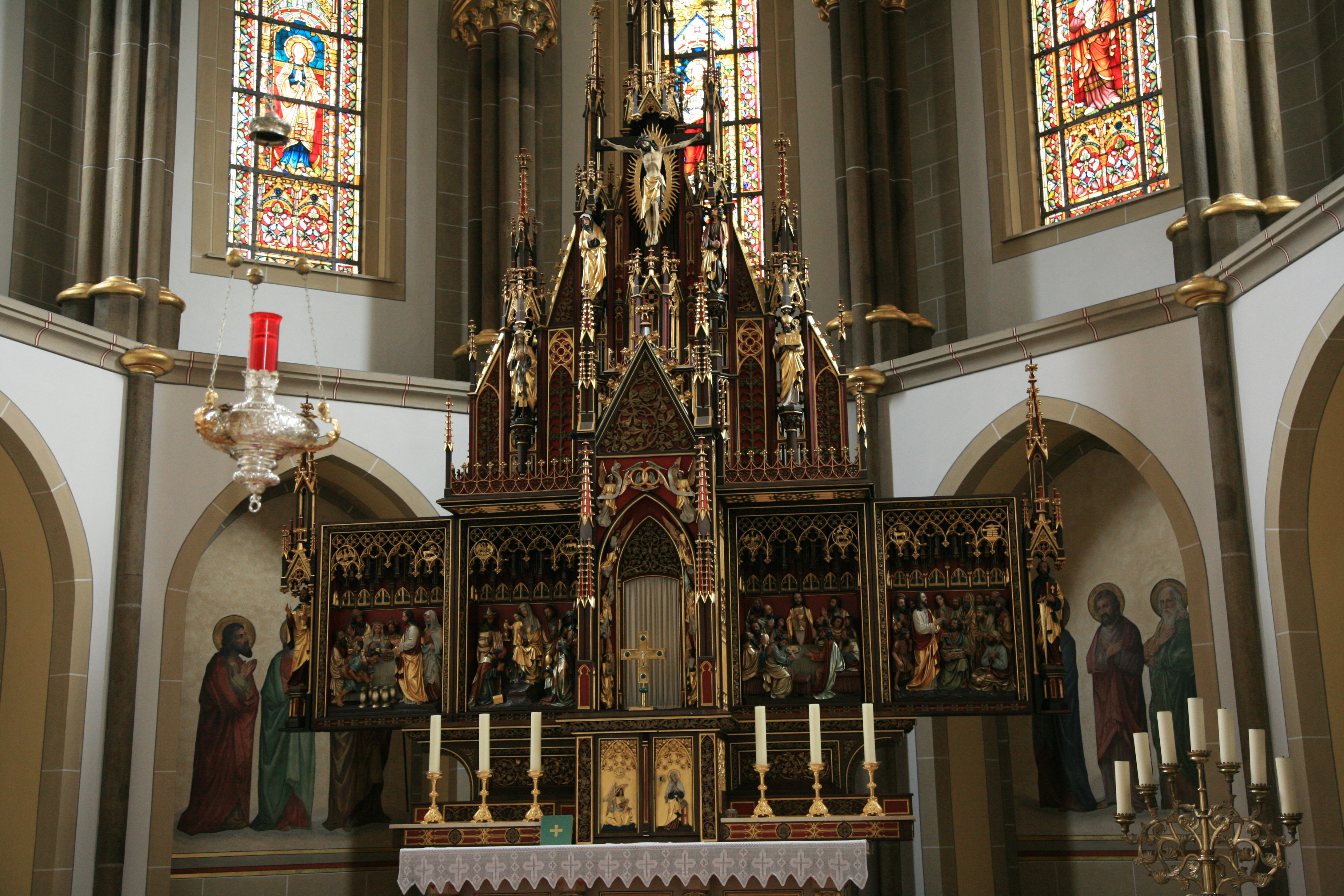
Der Altar

Trotz wiederholter Vergrößerungen blieb das Gotteshaus für die wachsende Bevölkerung zu allen Zeiten zu klein. Die Kirche wurde 1703 als unzureichend bezeichnet, und 1711 und 1721 hörte man dieselbe Klage. Pastor Bernhard Heinrich Topp (1766–1808) aus Beckum in Westfalen schenkte 1800 für einen Neubau 8000 Taler, denen er später noch 800 Taler hinzufügte. Er gewann den Hofbaumeister Major August Reinking (1776–1818) aus Steinfurt als Architekten, der zunächst eine Rotunde von 30 m Durchmessern mit einer 23 m hohen hölzernen Kuppeldecke nach dem Vorbild des römischen Pantheons plante. Die Lohner Bevölkerung protestierte. Sie wünschte ein massives Gewölbe. Reinking änderte den Plan in der Weise, dass der Rundbau zwar beibehalten, aber Durchmesser und Höhe auf 20 m begrenzt wurden. Als dann die Fundamente gelegt waren, erhoben sich abermals Stimmen gegen die ungewöhnliche Form des Bauwerkes. Auch der Bauunternehmer schrak vor der Ausführung des großen Kuppelgewölbes zurück. Der dritte und endgültige Entwurf sah die Form einer geosteten, einschiffigen Pfeilerbasilika vor. Das Schiff wurde außen 45 m lang und 19 m breit, mit 4 Gewölbejochen in Rundbogenform, für die die Strebepfeiler nach innen verlegt sind. Wegen der napoleonischen Kriegswirren ab 1806 verzögerte sich die Ausführung des Bauplans. Eine kircheneigene Ziegelei wurde 1810 zur Herstellung der erforderlichen Ziegelsteine im Lohner Esch gegründet. Sie stand bei dem jetzigen Busunternehmen Schomaker. Am 7. August 1815 begannen Arbeiterkolonnen mit dem Abbruch der alten Feldsteinkirche. Im Oktober desselben Jahres lag das alte Gotteshaus am Boden. Den alten Turm ließ man stehen. Im Turmeingang wurde ein Altar errichtet, das Dach der niedergelegten Kirche quer vor dem Turm aufgestellt und auf diese Weise eine Notkirche eingerichtet. Am 28. Oktober 1815 legte Pastor emeritus B.H. Topp (seit 1808 war Illigens sein Nachfolger) den Grundstein zur neuen Kirche. Am 11. November 1817 wurde das letzte Gewölbe feierlich geschlossen, und genau ein Jahr später, am 11. November 1818, weihte Weihbischof Caspar Maximilian Freiherr Droste zu Vischering von Münster die Kirche ein. Bis zu diesem Zeitpunkt waren für Bauzwecke ungefähr 20.000 Taler ausgegeben worden. Pastor Topp, der während der Bauarbeiten am 29. Dezember 1817 im Alter von 88 Jahren starb, wurde wegen seiner großen Verdienste um den Kirchenbau auf dem noch nicht ganz fertig gestellten Chor vor dem Altar beigesetzt. Sein Grab wurde bei der Ausschachtung für eine neue Heizanlage im Mittelgang der Kirche 1979 freigelegt und neu eingefasst. Heute erinnert eine schlichte Gedenkplatte an seine Grabstelle.

### Der Turm von 1835–1837

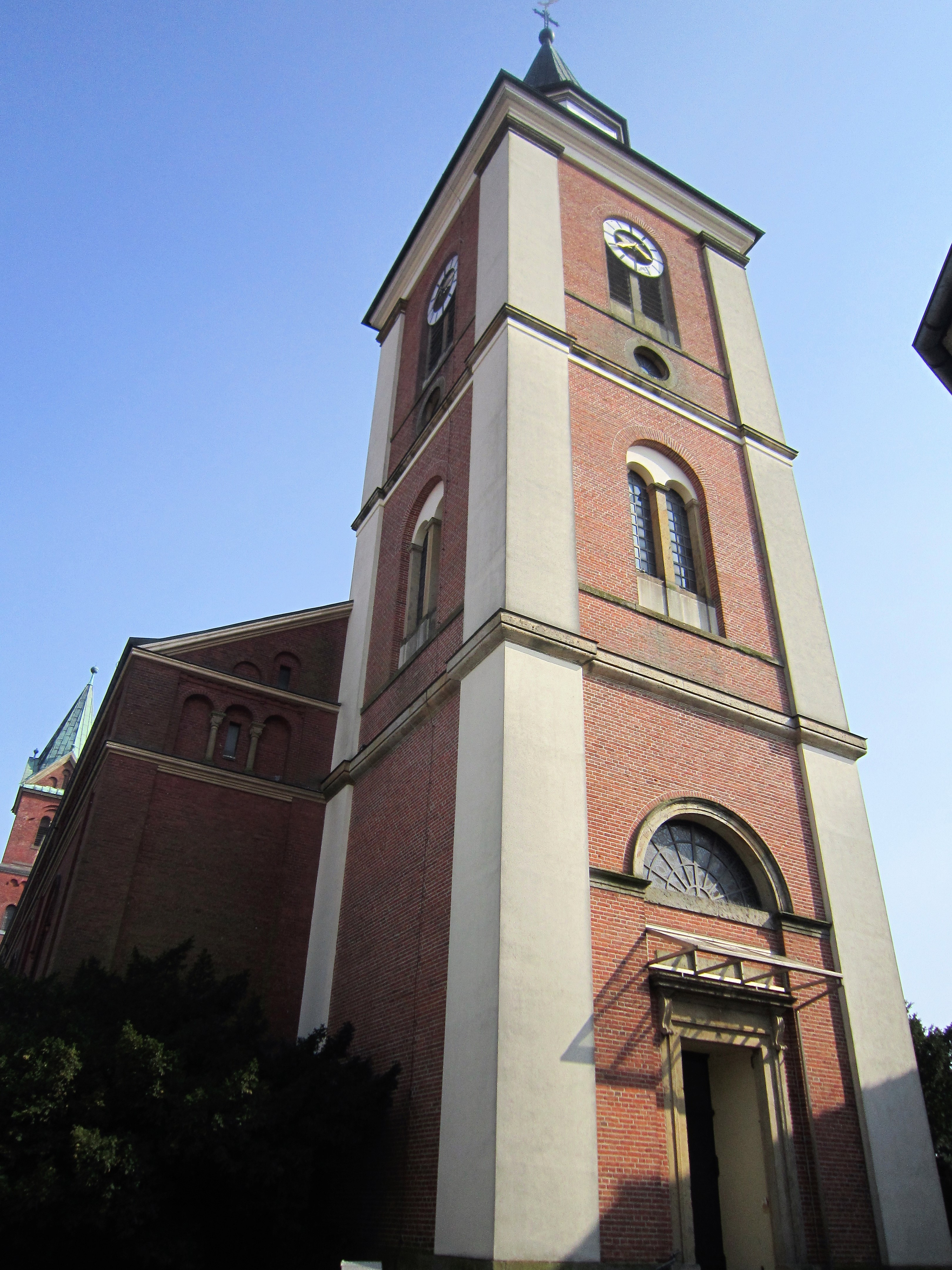
Hauptturm der Pfarrkirche St. Gertrud

Auffälligstes Kennzeichen jeder Kirche ist der Turm. Er ragt wie ein ausgestreckter Finger in den Himmel und macht auf den Herrn der Kirche aufmerksam. Der 31 m hohe Turm der alten Feldsteinkirche passte nach Form und Größe nicht mehr zur neuen St.-Gertrud-Kirche. Als sich 1829 ein Stück aus der Westmauer löste und Gefahr für die Kirchgänger bestand, wurde das Gemäuer abgebrochen. Die Glocken wurden auf dem Kirchhofe aufgestellt. Da Reinking gestorben war, beauftragte Pastor Bernhard Heinrich Illigens (1809–1842) Hofbaumeister Josef Alexander Niehaus (1802–1864) aus Haselünne mit der Planung und Errichtung des neuen Turmes. Auf einer Grundfläche von 8,7 m × 8,7 m erhebt sich der 29,5 m hohe quadratische Turmschaft, dem eine Laterne aufgesetzt ist, die ihrerseits auf achteckigem Grundriss einen Turmhelm mit Wetterhahn trägt. Zu diesem Neubau, der etwa 6000 Taler kostete, stiftete Pastor Illigens 500 sowie der Großherzog Paul Friedrich August von Oldenburg 200 Taler. Die restlichen Kosten trug die Gemeinde. Die Grundsteinlegung erfolgte am 29. April 1835, und am 15. September 1837 wurde die Vollendung des knapp 52,8 m hohen Turmes mit der Aufbringung des Hahnes gefeiert, der von der Lohner Firma Clemens Willenbring erstellt wurde. Nach einem Sturm am 25. Januar 1990 musste er wegen schwerer Schäden entfernt werden und befindet sich heute im Industriemuseum Lohne. Der 1991 anlässlich der Renovierungsarbeiten am Turm aufgesetzte Hahn aus vergoldetem Chrom-Vanadium-Stahl hat ein Gewicht von 23,5 kg, ist 1,18 m breit und 1,59 m hoch. Er geht auf eine Schenkung zurück. Kurze Zeit später musste der angefertigte Hahn erneut aufgrund von Sturmschäden ersetzt werden. Der Hahn wurde 1991 ersetzt, wobei die Maße um ein Drittel verkleinert wurden, das Gewicht sich jedoch verdoppelte. Der vorherige Hahn ziert heute den Garten des Altenheims St. Elisabeth-Haus in Lohne.

### Der Anbau der Chorapsis 1890–1892

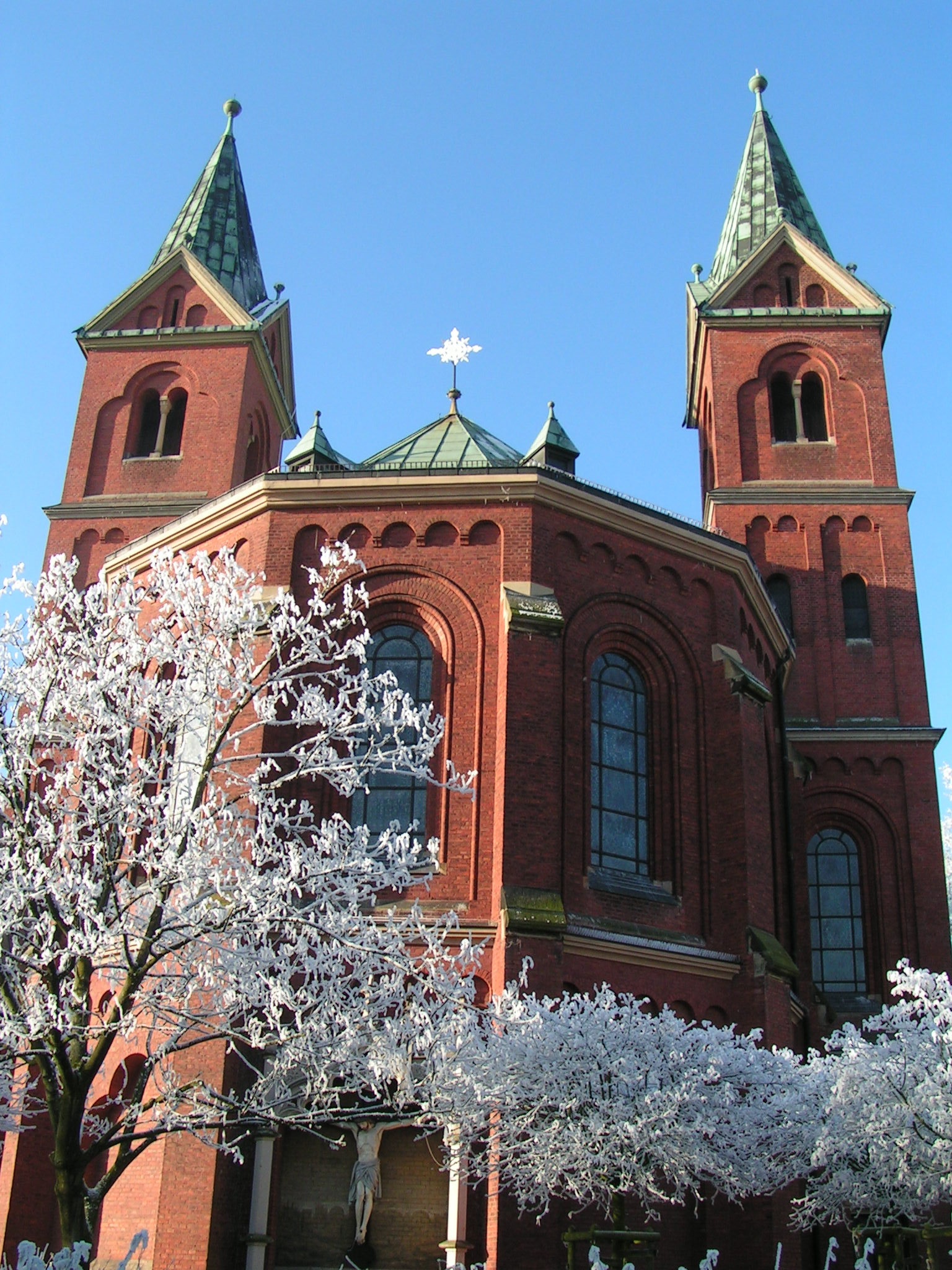
Chorapsis und Nebentürme der Pfarrkirche St. Gertrud

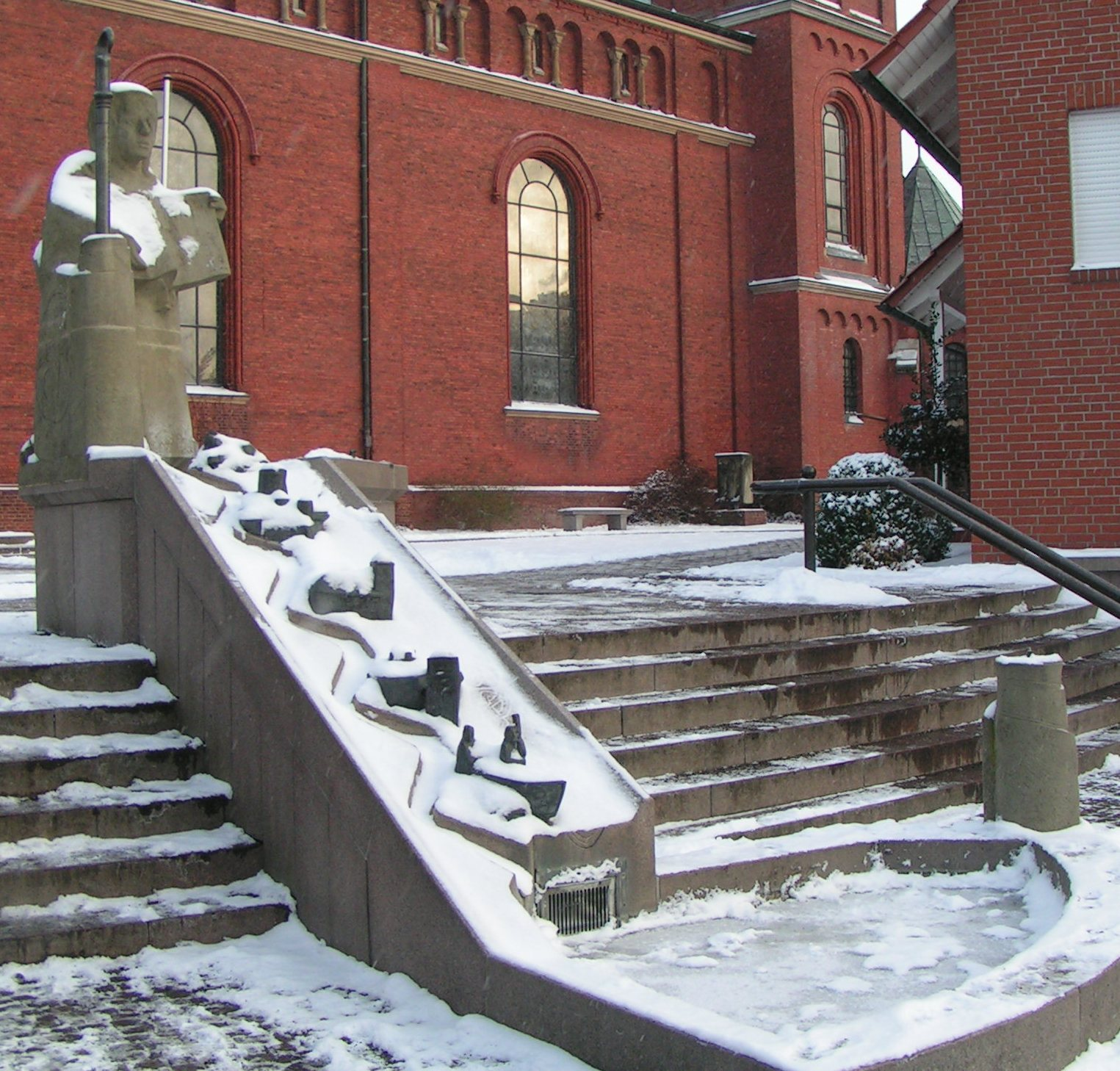
Der St. Gertrud-Brunnen

Gegen Ende des 19. Jahrhunderts zeigte sich immer deutlicher, dass die Kirche St. Gertrud die wachsende Zahl der Gläubigen nicht mehr aufnehmen konnte. In seinem Antrag auf Vergrößerung der Kirche wies Pastor Johannes Holzenkamp (1882–1919) gegenüber den kirchlichen Behörden u. a. darauf hin, dass es für die vier Geistlichen in der Pfarrgemeinde nur einen Altar gebe. Es fehle in der Kirche der Platz für Seitenaltäre. Baumeister Hilger Hertel d. Ä. (Münster) erstellte wenige Monate vor seinem Tod den Plan für den von 1890 bis 1892 durchgeführten Anbau einer romanischen Chorapsis mit zwei Türmen. Möglicherweise wurde er dabei von seinem Sohn, Hilger Hertel dem Jüngeren, unterstützt. Der ebenfalls im Zusammenhang mit dem Bauprojekt genannte Bremer Architekt Heinrich Flügel hat möglicherweise die Bauleitung ausgeübt. Die beiden den Chor flankierenden Osttürme waren aus künstlerischer Perspektive erforderlich, um dem lang gestreckten Hallenbau die Eintönigkeit zu nehmen. An den Stirnseiten des zum Kirchenraum erweiterten bisherigen Chores war nun Platz für zwei Seitenaltäre. Die Außenwände des verhältnismäßig zu niedrigen Kirchenraums wurden höhergezogen und oben durch eine äußere Säulengalerie mit blinden Fenstern unterhalb des Dachansatzes abgeschlossen. Der Einbau größerer, dem romanischen Stil angepasster Fenster brachte mehr Licht in den bisher dunklen Innenraum. Das im Verhältnis zur Chorapsis flache Gewölbe im Langhaus ließ sich jedoch nicht mehr beseitigen. Zur Verdeckung der Flickarbeiten wurden die Außenwände der Kirche mit einer Einsteinmauer aus Steinen der alten Kirchenziegelei neu eingefasst. Die mit großem künstlerischem Sachverstand vorgenommenen Veränderungen verbesserten den Gesamtanblick der Lohner Kirche St. Gertrud erheblich, auch wenn der Westturm nun wieder im Verhältnis zum Langhaus und zur Chorapsis zu klein erscheinen mag. Nach Berichten Lohner Bürger war Dechant Holzenkamp fast täglich auf den Baugerüsten zu sehen, um sich selbst über den Fortschritt der Bauarbeiten zu informieren. Für die Finanzierung des Ausbaus hatte er im Rahmen einer Haussammlung fünf Jahre hindurch jede einzelne Familie in der Gemeinde aufgesucht.

### Der St.-Gertrud-Brunnen
Südlich der Kirche befindet sich an der Treppe zum Rixheimer Platz der St.-Gertrud-Brunnen, der 1992–1993 von dem Lohner Bildhauer Karl Josef Dierkes geschaffen wurde. Der Brunnenkorpus ist ausgeführt in schwedischem Bohus-Granit, die Figur der Heiligen ist aus grünem fränkischem Sandstein gearbeitet.

## Orgel

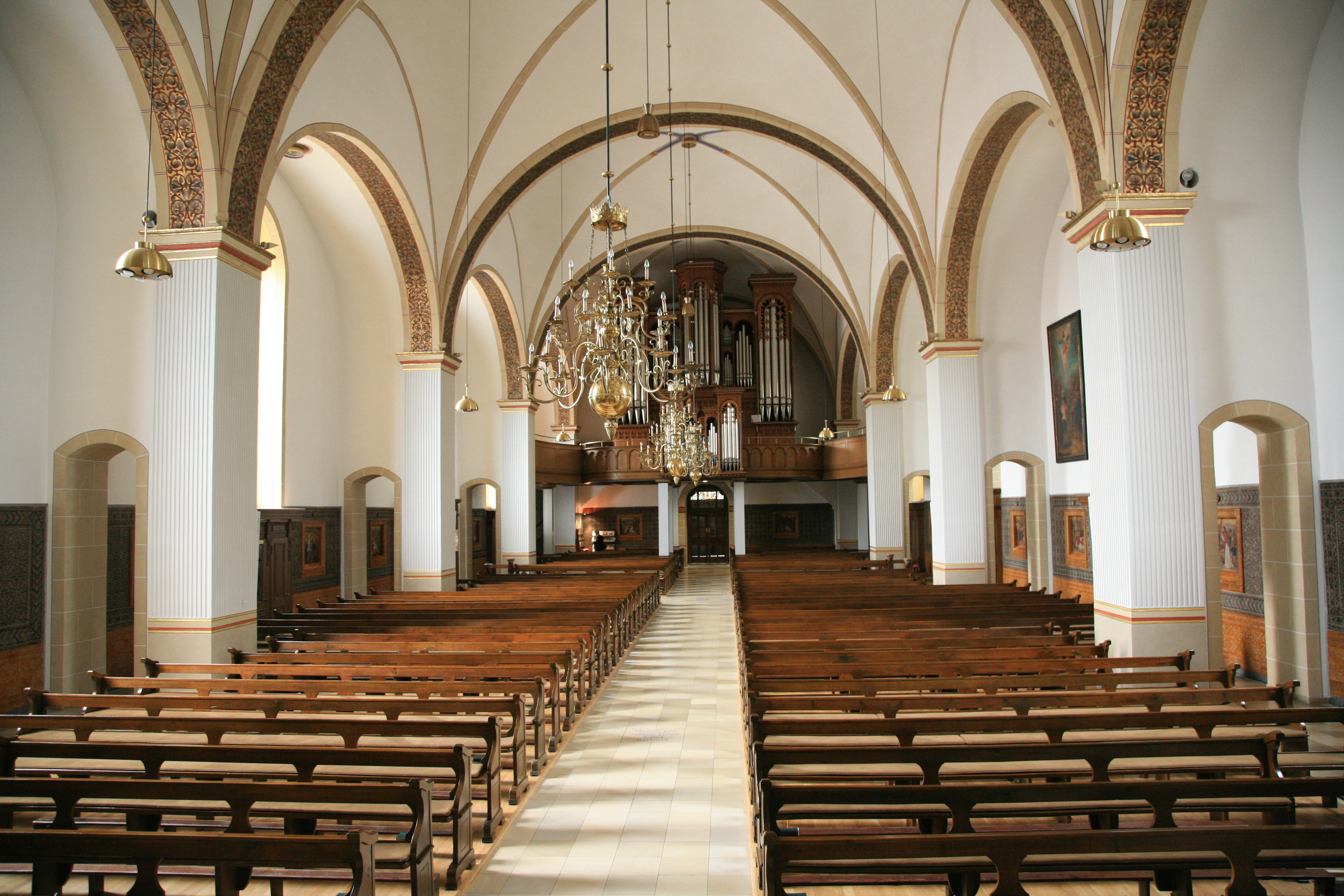
Die Orgel

Der Hamburger Orgelbauer G. Christian Lobback stellte 1985 in der Pfarrkirche St. Gertrud die von ihm gebaute Orgel fertig. Die Orgel befindet sich in dem neoromanischen Gehäuse der vormaligen Orgel, die 1871 von der Orgelbaufirma Friedrich Fleiter (Münster) erbaut worden war. Das Instrument hat 50 Register (3593 Pfeifen) auf drei Manualen und Pedal (Schleifwindladen). Die Spieltrakturen sind mechanisch, die Registertrakturen elektrisch.
| I Rückpositiv C–g3 |                |        |
| 01.                | Prinzipal      | 08′    |
| 02.                | Rohrflöte 0    | 08′    |
| 03.                | Quintade       | 08′    |
| 04.                | Prinzipal      | 04′    |
| 05.                | Koppelflöte    | 04′    |
| 06.                | Gemshorn       | 02′    |
| 07.                | Sesquialter II | 02 ⁄3′ |
| 08.                | Quinte         | 01 ⁄3′ |
| 09.                | Scharff IV     | 01′    |
| 10.                | Dulzian        | 16′    |
| 11.                | Cromorne       | 08′    |
|                    | Tremulant      |        |

| II Hauptwerk C–g3 |            |        |
| 12.               | Prinzipal  | 16′    |
| 13.               | Oktave     | 08′    |
| 14.               | Spitzflöte | 08′    |
| 15.               | Oktave     | 04′    |
| 16.               | Hohlflöte  | 04′    |
| 17.               | Quinte     | 02 ⁄3′ |
| 18.               | Prinzipal  | 02′    |
| 19.               | Kornett V  | 08′    |
| 20.               | Mixtur VI  | 02′    |
| 21.               | Zimbel III | 01⁄2′  |
| 22.               | Trompete 0 | 16′    |
| 23.               | Trompete   | 08′    |

| III Schwellwerk C–g3 |                      |         |
| 24.                  | Bourdon              | 16′     |
| 25.                  | Prinzipal            | 08′     |
| 26.                  | Flûte harmonique     | 08′     |
| 27.                  | Gambe                | 08′     |
| 28.                  | Schwebung            | 08′     |
| 29.                  | Oktave               | 04′     |
| 30.                  | Flauto traverso      | 04′     |
| 31.                  | Nasard               | 02 ⁄3′  |
| 32.                  | Waldflöte            | 02′     |
| 33.                  | Terz                 | 01 3⁄5′ |
| 34.                  | Oktave               | 01′     |
| 35.                  | Mixtur V             | 02 ⁄3′  |
| 36.                  | Basson               | 16′     |
| 37.                  | Trompette harmonique | 08′     |
| 38.                  | Hautbois             | 08′     |
| 39.                  | Clairon              | 04′     |
|                      | Tremulant            |         |

| Pedal C–f1 |                |         |
| 40.        | Prinzipal      | 16′     |
| 41.        | Subbaß         | 16′     |
| 42.        | Quinte         | 10 2⁄3′ |
| 43.        | Oktave         | 08′     |
| 44.        | Bartpfeife     | 08′     |
| 45.        | Choralbaß      | 04′     |
| 46.        | Traverse       | 02′     |
| 47.        | Rauschpfeife V | 02 ⁄3′  |
| 48.        | Posaune        | 16′     |
| 49.        | Trompete       | 08′     |
| 50.        | Clairon        | 04′     |

- Koppeln: I/II, III/I, III/II, I/P, II/P, III/P
- Spielhilfen: 64-fache Setzeranlage

## Glocken
St. Gertrud hat vier Bronze-Glocken, die 1949 von der Firma Petit & Edelbrock (Gescher) gegossen wurden.
1. B0-Glocke „Gertrud“: „Ich verkünde Freude und Trauer und versammle die Verehrer des Gotteslammes.“
2. d1-Glocke „Joseph“: „Ich rufe die Lebenden und verkünde trauernd die Toten.“
3. f1-Glocke „Maria“: „Ich lade ein zum Lob der Gottesmutter, morgens, mittags und abends.“
4. g1-Glocke „Anna“: „Ich rufe Euch täglich zum heiligen Opfer.“

## Pastorat

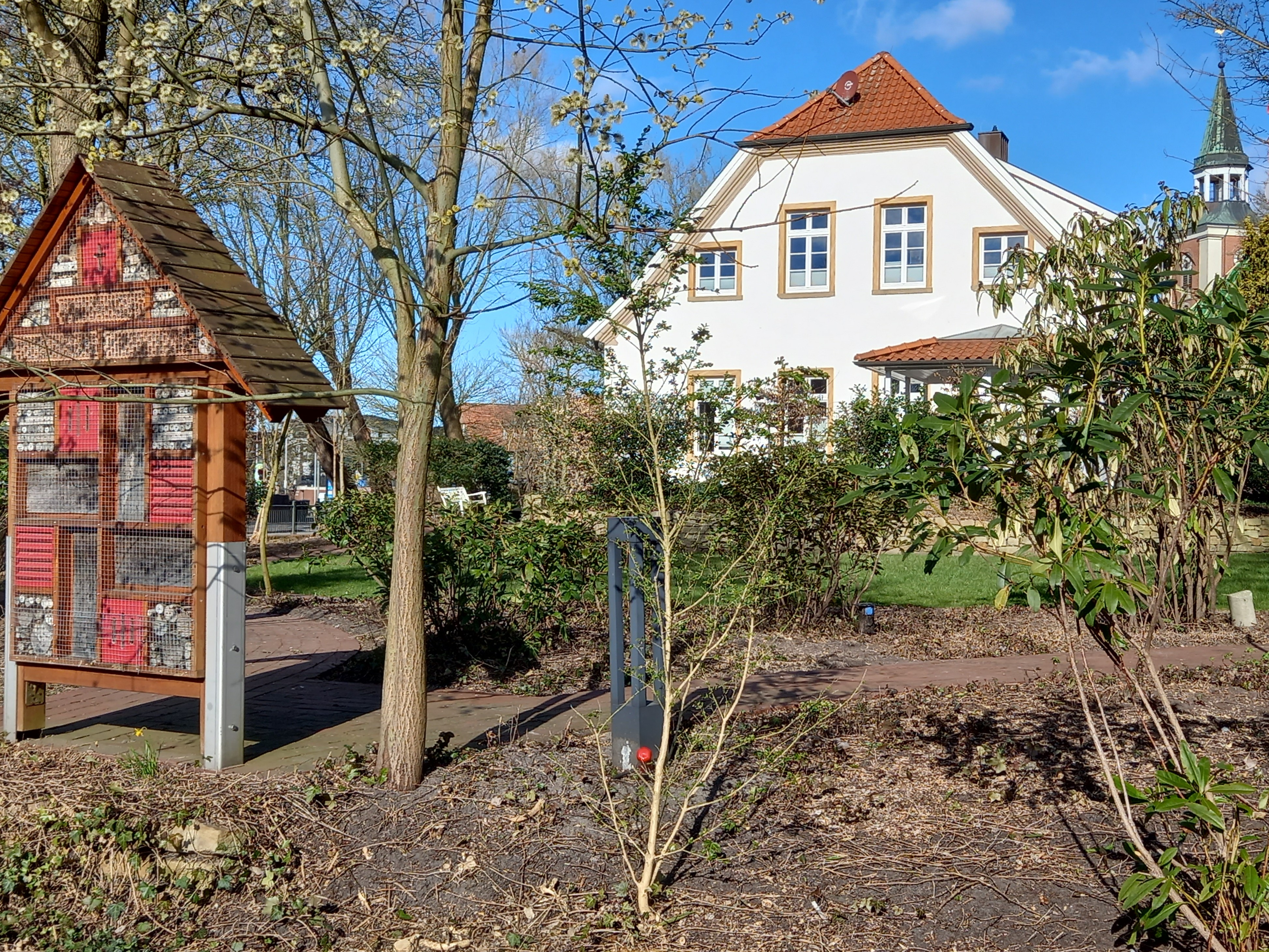
Pastorat mit Garten vor der Pfarrkirche

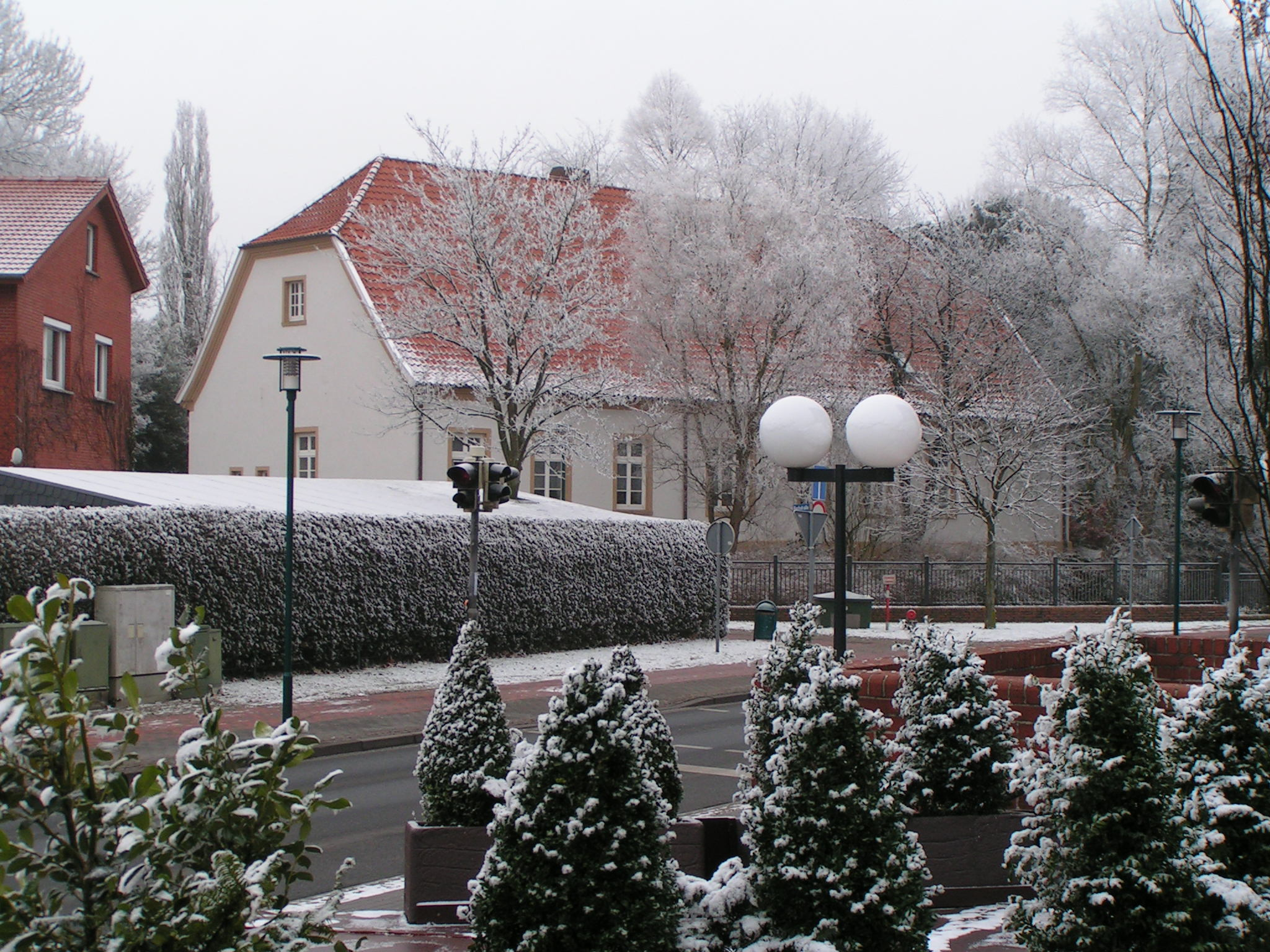
Pastorat, vom Rathausvorplatz aus betrachtet

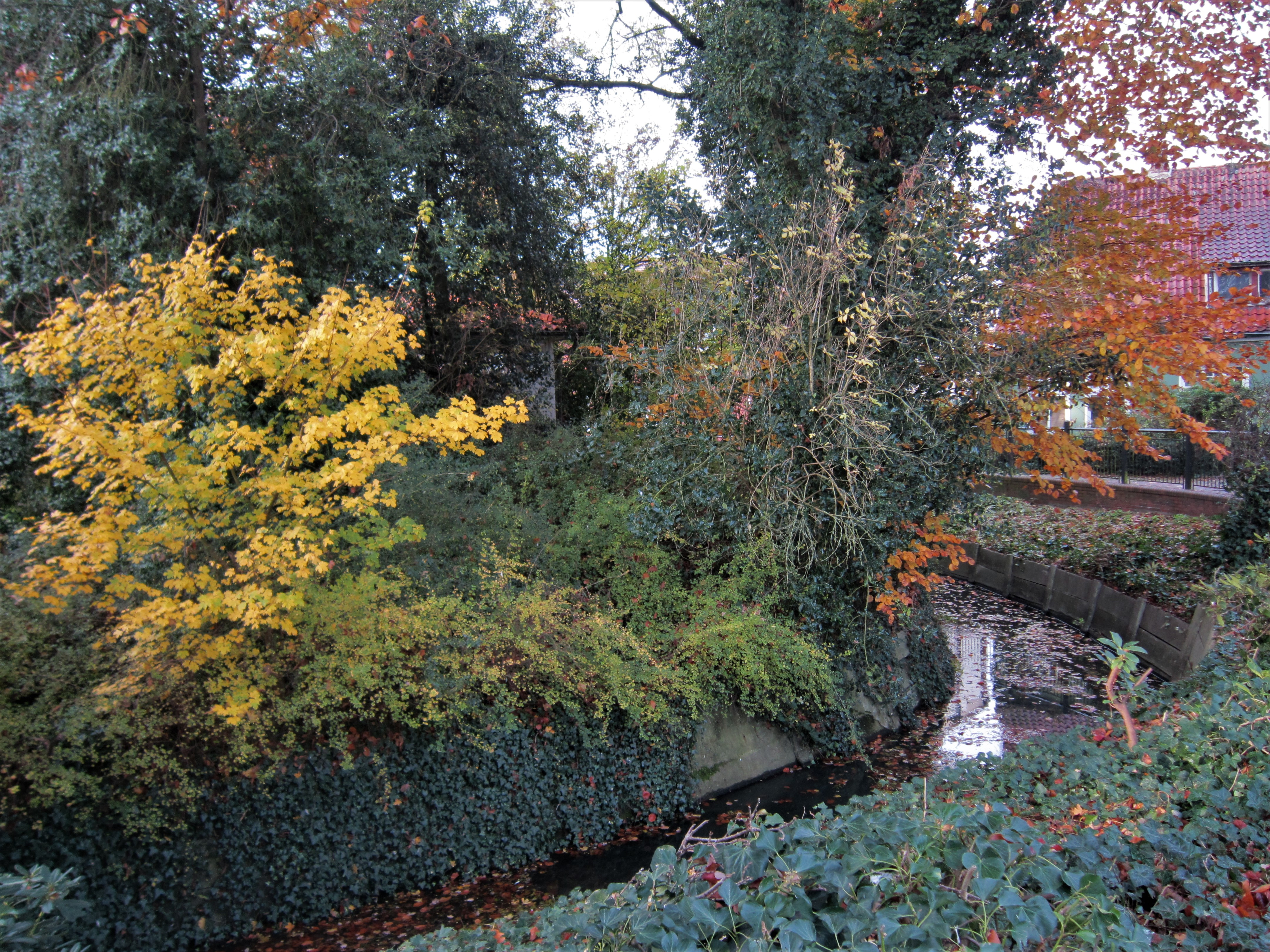
Wassergraben um das Pastorat; im Hintergrund die Bachstraße

Das Pastorat der Pfarrgemeinde St. Gertrud Lohne ist südlich der Kirche gelegen und wird von der Brinkstraße, der Vogtstraße und der Bachstraße umgeben. Es befindet sich auf einer Insel, die durch einen Wassergraben abgegrenzt ist. Die Insel steht seit 1937 unter Landschaftsschutz.

## Pfarrgemeinde
- Die Gemeinde St. Gertrud ist Trägerin von vier Kindergärten in Lohne: St. Gertrud[15], St. Stefan, St. Michael (Moorkamp) und St. Barbara (Rießel). Auch die katholische öffentliche Bücherei der Stadt Lohne nennt sich St. Gertrud.

- Der Pfarrer von St. Gertrud ist von Amts wegen Vorsitzender des Kuratoriums des St. Franziskus Hospitals Lohne. Franziskusschwestern, die ursprünglich aus St. Mauritz bei Münster kamen, kümmern sich seit 1856 um die Kranken im St.-Franziskus-Hospital. Seit der Errichtung des St.-Elisabeth-Hauses 1986 sind sie auch in diesem Alten- und Pflegeheim tätig.

- Der Malteser Hilfsdienst, der Sozialdienst katholischer Frauen und Männer und der Kreuzbund arbeiten in Lohne mit der Pfarrgemeinde zusammen.

- Eine Projektgruppe der Realschule Lohne hat gemeinsam mit Vertretern der Kirchengemeinde über 100 Wegekreuze im Stadtgebiet Lohne aufgesucht, fotografiert und inventarisiert. Ein Bildband mit dem Arbeitsergebnis der Projektgruppe wurde von der Pfarrgemeinde St. Gertrud 2011 herausgegeben.[16]

- Katholische Vereine, die mit der Pfarrgemeinde in Lohne zusammenarbeiten, sind die Kolpingsfamilie, die KAB, der KKV, die Junge Gemeinschaft, die Frauengemeinschaft, die Katholische Landjugend, der DPSG-Stamm und die Chorgemeinschaft St. Gertrud.

### Liste der Pfarrer von St. Gertrud seit 1616
- seit 2010: Dechant Rudolf Büscher
- 1995–2010: Pfarrer Michael Matschke, heute Propst der Propsteikirche St. Georg in Vechta
- 1967–1995: Pfarrer Antonius Busch
- 1931–1967: Pfarrer Wilhelm Bitter
- 1919–1931: Pfarrer Anton Stegemann
- 1882–1919: Pfarrer Johannes Holzenkamp
- 1842–1882: Pfarrer Heinrich von dem Kampe
- 1809–1842: Pfarrer Bernhard Heinrich Illigens
- 1766–1808: Pfarrer Bernard Heinrich Topp
- 1710–1766: Pfarrer Bernhard Topp
- 1700–1710: Pfarrer Franz Balthasar Raden
- 1669–1699: Pfarrer Johann Sütholt
- 1625–1668: Pfarrer Anton Feuerborn
- 1616–1624: Pfarrer Arnold Bisping[17]

## Begegnungszentrum

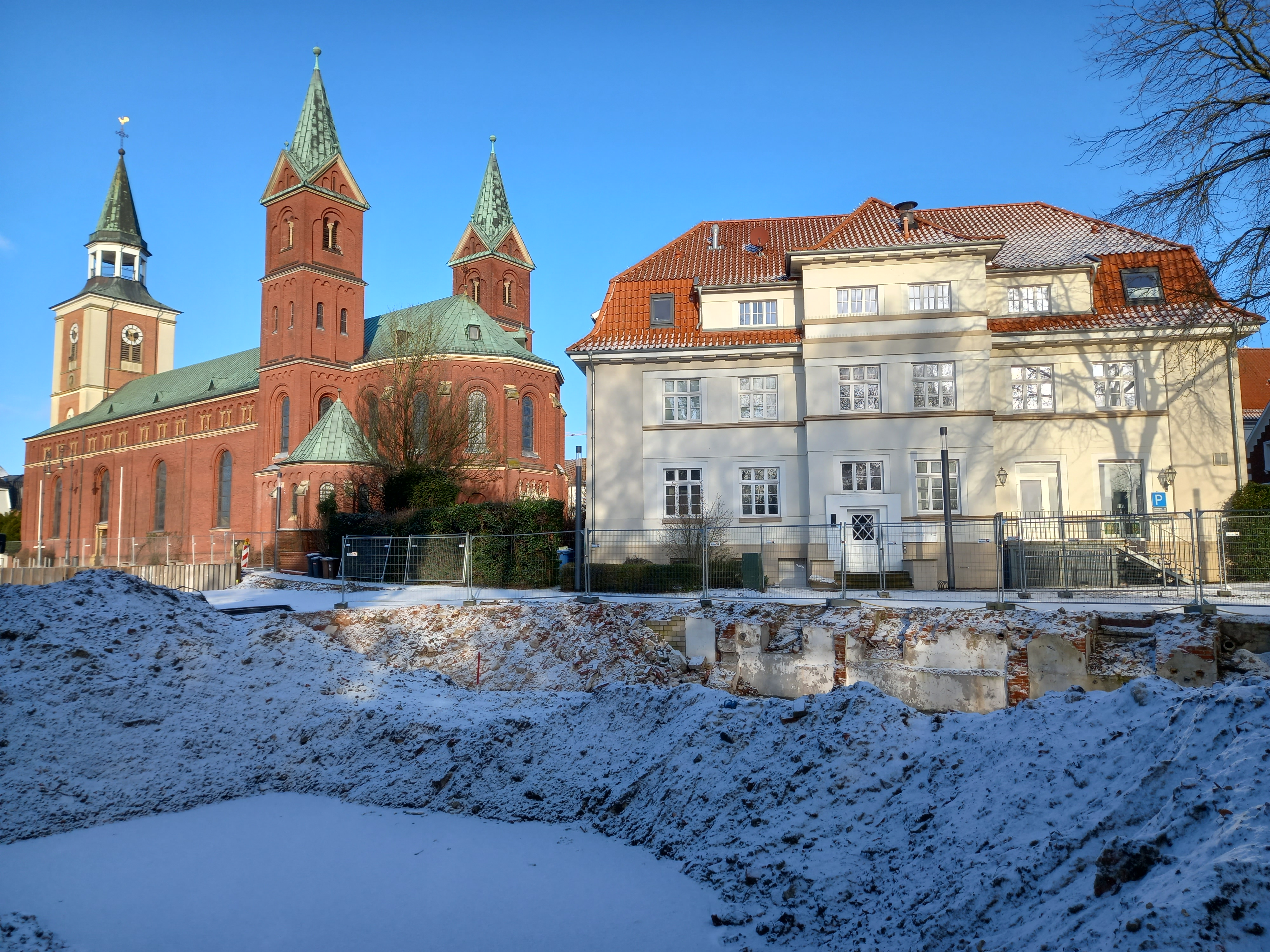
Im Winter 2024 war vorübergehend ein Blick über die Baustelle des Hauses der Begegnung auf die gesamte Kirche St. Gertrud (Südostansicht von der Bachstraße aus) und das Alte Rathaus möglich

Die Gremien der Kirchengemeinde St. Gertrud beschlossen im Jahr 2023 den Neubau des „Hauses der Begegnung“. Die Pläne wurden am 7. September 2023 in einer Pfarrgemeindeversammlung den Gemeindemitgliedern vorgestellt. Das Zentrum wird im Bereich zwischen der Pfarrkirche St. Gertrud und dem Pfarrhaus gebaut. Insbesondere werden die Bücherei, ein Pfarrsaal, mehrere Gruppenräume, ein Café und die Räumlichkeiten des Seelsorgepersonals und der Verwaltung unter einem Dach vereint. Dieses „Begegnungszentrum“ soll für alle Menschen aus Lohne und darüber hinaus offen sein. Für den Neubau wurden 11,5 Millionen Euro an Baukosten veranschlagt.